# Drivminorna i Vik
Drivminorna i Vik avsåg de drivminor som under första världskriget orsakade förödelse i samhället Vik på Österlen.

## Drivminor exploderar
Under första världskriget 1914–1918 använde de krigförande länderna ett stort antal minor, som förankrades på strategiska platser, där de kunde skada eller sänka fartyg, både krigs- och handelsfartyg som hade laster till nytta för motståndaren. Vid denna tid var alla minor av typen hornminor, varmed menas att minan var försedd med ett slags utstickande kolvar som kunde liknas vid horn. Minorna var som regel klotrunda eller något ovala och av varierande storlek, innehållande sprängmedel mellan några tiotal kg till uppemot 200 kg för de största. 
De mintyper som utvecklades mellan de båda världskrigen var av helt annat slag där detonationen utlöstes genom akustisk eller magnetisk påverkan. Hornminorna förankrades på vissa djup och hölls på plats med en form av ankare. De placerades ut genom att vagnen som minan låg ombord på minläggningsfartyget, kastades överbord och sjönk till botten där den tjänstgjorde som ankare, samtidigt som minan steg upp till ett förutbestämt djup, ett läge lämpligt för att kunna komma i kontakt med ett fartygs botten. När ett fartyg stötte mot minorna krossades ett eller flera av hornen varvid en elektrolyt frigjordes och åstadkom ett batteri som bildade en elektrisk ström, som i sin tur bringade laddningen att explodera. 
Vid stormväder hände det ofta att förankringarna brast och minorna drev i den riktning som vindar och strömmar bestämde. Detta betydde att de kunde driva vart som helst och under långa tider. 
De flesta minfälten kvar placerade på andra sidan Östersjön, vilket för Skånes östra kust innebar att det var där drivminorna hamnade när ostliga vindar var rådande. 

### Första minexplosionen, den 19 mars 1916
Vid 12-tiden natten till måndagen den 19 mars 1916 väcktes befolkningen i Vik av en häftig smäll, som resulterade i krossade fönsterrutor och uppslagna dörrar. Smällen var så kraftig att man hörde den till Simrishamn, som ligger cirka 10 km därifrån. Några fiskare från Baskemölla berättade att de vaknat på natten av att dörrar slogs upp och att en spislucka öppnades och askan blåstes ut. Det var mitt under första världskriget och det som orsakat smällen var en ilanddriven mina, som förts mot land av den rådande ostliga vinden. Platsen där den drivit i land, låg några hundra meter norr om hamnen, där som tur var ingen bebyggelse fanns. Vid detonationen slungades järnbitar av varierande vikter, från några hg till kg långt inåt land och upp mot landsvägen förbi Vik. Stranden och området i närheten av detonationsplatsen var på sina ställen svart av sot. Det var få människor ute vid denna tid på dygnet och ingen kom till skada. 

### Andra minexplosionen, den 21 mars 1916
Det skulle inte dröja många dagar förrän Vik åter skulle drabbas av en ny smäll med betydligt allvarligare följder. Tisdagen den 21 mars 1916 ungefär halv tio på förmiddagen och ute rådde det starka ostliga vindar och kraftig sjögång. Några personer var nere vid hamnen, de hade observerat att en rödbrun tingest kom drivande inåt land på de höga vågorna. 
Tingesten, som man omgående insåg vara en mina, närmare sig land med betydande fart. Med tanke på att minan skulle kunna driva i land nära bebyggelsen, beslöt man då att varna invånarna genom att tuta i byahornet. 
De i huset närmast hamnen boende varnades genom att man direkt gick runt och knackade på och omtalade den fara, som eventuellt kunde komma. 
En del personer skyndade ut och begav sig upp mot landsvägen till vänner och bekanta. Det var dock många, som inte fick meddelandet och vilka omedvetna om den hotande faran, lugnt stannade hemma. Barnen i folkskolan, som ligger ca 150 meter från stranden, släpptes fria och uppmanades att inte gå ner till hamnen eller stranden. 
Minan fördes av de vräkande vågorna allt närmare stranden. Ett stycke från stranden ändrade den och drev i riktning mot söder. Den var ganska nära land vid södra delen av samhället, då den ånyo ändrade riktning mot norr. 
Strax utanför hamnen greps den av en sjö och slungades in mot stenarna, där den i samma ögonblick exploderade med en fruktansvärd knall. En kraftig röksky uppstod som drev in över hamnen, men något eldsken skymtades inte, troligen på grund av de överbrytande vågorna dränkt det. 
En kaskad av järnskrot flög med ett ilsket vinande ljud in över hamnen och bebyggelsen innanför, där avståndet till de närmaste husen inte var mer än mellan 50 och 100 meter. 
Strängt taget hade i husen närmast detonationsplatsen, alla fönsterrutor sprängts sönder. Krossat glas och även fönsterbågar låg kringströdda överallt. 
Hos fiskarna Per Öhman och J Thorsson samt lantbrukarna Nils Jönsson och Anton Karlsson hade de största skadorna skett. Hos Anton Karlsson hade ett 40-tal fönsterrutor sprängts, dubbelfönstren slungats in på golvet och dörren slagits upp. 
Karlsson hade i ögonblicket innan smällen just fått höra talas om faran och gick då bort till ett fönster, som vette mot hamnen och i detta ögonblick inträffade detonationen. 
Sekunderna efteråt fylldes rummet av rök som var så tät att man knappast kunde skönja något där inne. Allt i rummet blev impregnerat av röken. 
Fru Karlssons gamla mor som låg till sängs innanför ett av fönstren, blev överhopad av glasbitar och träspillror, men skadades inte. På Per Öhmans hus lyftes takpannorna rakt upp och bröts sönder. Möbler och husgeråd inne i huset flög kring varandra och det mesta blev förstört. I fiskare Thorssons hus lyftes ett nylagt golv upp och bröts sönder. 
I folkskollärare Liljegrens hus flög ett minstycke genom en fönsterruta och hamnade i väggen på motsatta sida av rummet. Lufttrycket var så våldsamt att på ett flertal ställen skedde olyckor av mer eller mindre allvarlig art. På ett ställe slungades en dörr med hakar och gångjärn långt ut på gården på husets baksida. Det torde vara flera hundra fönsterrutor som krossades och en mängd mer eller mindre värdefulla husgerådsartiklar som förstördes. Någon skada bland människor skedde lyckligtvis inte, med undantag av en liten pojke, som troligen självförvållat skar sig i tummen av en skärva. Detta får betecknas som ett underverk, eftersom några personer tydligen varit så nära döden som de kunnat vara, eftersom sprängstycken tangerade deras kläder, med någon centimeter till godo. 
I Vik var man, vilket är helt naturligt uppbragt och förskräckt. Fasa stod målad i många ansikten och man visste knappast var man skulle tag vägen. 
Folk som bodde nere vid sjön ämnade flytta längre upp i samhället för natten och så länge den ostliga vinden varade. Ingen kunde ju garantera för att en ny mina inte skulle komma och resultera i en ny förstörelse. 
På måndagen hade rapporterats att en mina varit synlig fyra distansminuter nordost om Hönö, på drift mot Lägerholmen även en annan mina hade varit synlig i området. Det låter inte otroligt att det är någon av dessa minor som hamnat i Vik. Man menar att det borde då finnas ännu en mina som låg utanför den östra kusten. Man frågade sig om en ny olycka, kanske denna gång krävande människoliv skulle till för att vederbörande myndigheter, som hade fått rapporter om dessa havens vandrande stråtrövare, åtminstone skulle göra ett försök att oskadliggöra minorna, innan de driver i land.

## Ett obehagligt julbesök
Händelsen vid Vik ansåg man vara en kraftig varning och det gällde att med alla till buds stående medel snarast ingripa. Ett obehagligt julbesök i Simrishamn år 1919. Trettondagsafton omkring klockan 21.15,  just då man avslutat helgaftons ätandet och då balen i Templarehuset pågick som bäst, hördes en kraftig smäll och kändes en tryckförändring som ledde till att fönsterrutorna klirrade. Uppskrämda rusade folk ut ur husen och ned till hamnen, där det snart vimlade av frågande och berättande människor. 

I Templarhuset gick tre fönsterrutor sönder och en mindre panik uppstod, som dock lugnade ned sig och dansen kunde fortsätta. Flera personer hade sett en väldig eldkvast från en detonation och på taken i stadens södra del, hade det smattrat av nedfallande projektilen. Lukten av krutrök hade man förnummit.

## Fiskhandlare Lundqvists hus
Mitt för fiskhandlare Lundqvists hus vid hamnen, fann en fiskare ett tändrör med något gummiaktigt i. Ägarna av svinbodarna, söder om staden, fruktade för sina grisar och begav sig dit, men fann inget speciellt att oroa sig för. Först på morgonen när det blev tillräckligt ljust, blev det klart att en mina drivit i land och exploderat intill Svarte Hall och den ett stycke från land liggande klippan Djupe Hall. 
Man fann här i närheten sprängstycken av en mina, större och mindre bitar av olika metaller, tenn, mässing och järn.